# Ángela Aguilar

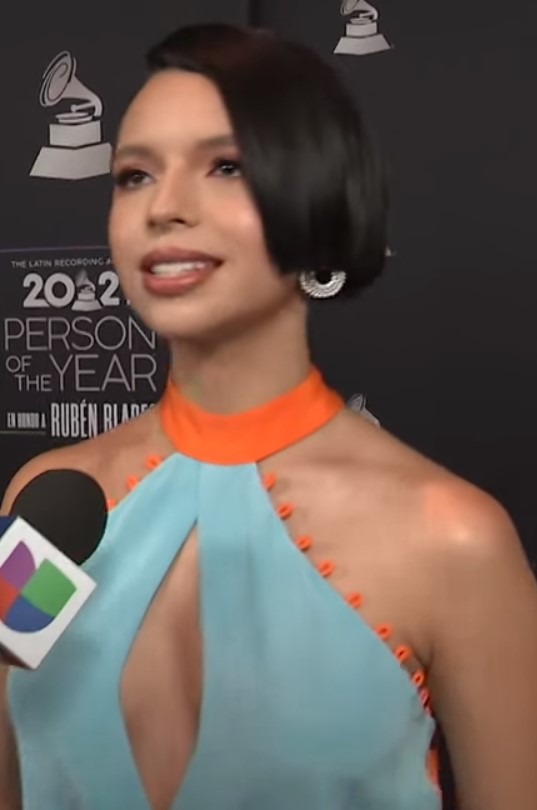
Ángela Aguilar, 2021

Ángela Aguilar Álvarez Alcalá (* 8. Oktober 2003 in Los Angeles, Kalifornien) ist eine mexikanisch-amerikanische Sängerin. Sie ist die jüngste Tochter von Pepe Aguilar und jüngste Enkelin von Flor Silvestre und Antonio Aguilar.

## Leben
Ángela Aguilar erblickte das Licht der Welt am 8. Oktober 2003 während einer Tournee ihres Vaters Pepe Aguilar in Los Angeles.
Gemeinsam mit ihrem Bruder Leonardo brachte sie 2012 ihre erste EP mit dem Titel Nueva Tradición heraus. Im selben Jahr erschien zudem ihre daraus ausgekoppelte Single La Chancla. Seither begleitet sie ihren Vater regelmäßig bei Tourneen und hatte ihren ersten Auftritt an der Seite ihres Vaters bei einem Konzert im Auditorio Telmex in Guadalajara, Jalisco.
2015 erschien ihr erstes Album mit dem Titel Navidad con Angela Aguilar. Ihr zweites Album erschien 2018 unter dem Titel Primero Soy Mexicana. Es beinhaltet eine Reihe von traditionellen mexikanischen Liedern, wie unter anderem La Llorona. Im selben Jahr nahm sie zusammen mit ihrem Vater das Lied Tu Sangre en mi Cuerpo (dt. „Dein Blut in meinem Körper“) auf, das auf YouTube bereits 50 Millionen Mal abgerufen wurde.

## Soziales Engagement
Ángela und ihr Bruder Leonardo fungieren als Botschafter des Children’s Hospital de Los Ángeles und spenden jeweils einen Dollar aus ihren Plattenverkäufen zur Unterstützung von bedürftigen Kindern.

## Diskografie

### Alben
| Jahr | Titel                | Höchstplatzierung, Gesamtwochen, AuszeichnungChartsChartplatzierungen (Jahr, Titel, Platzierungen, Wochen, Auszeichnungen, Anmerkungen) | Anmerkungen                           |
| Jahr | Titel                | MX | Anmerkungen                           |
| ---- | -------------------- | --- | ------------------------------------- |
| 2018 | Primero Soy Mexicana | MX6 (100 Wo.)MX | Erstveröffentlichung: 2. März 2018    |
| 2020 | Baila Esta Cumbia    | MX3 (19 Wo.)MX | Erstveröffentlichung: 31. Januar 2020 |

Weitere Alben
- 2015: Navidad con Angela Aguilar
- 2020: Que Non Se Apague La Música
- 2021: Mexicana Enamorada

### Singles
| Jahr | Titel Album                              | Höchstplatzierung, Gesamtwochen, AuszeichnungChartplatzierungen (Jahr, Titel, Album, Platzierungen, Wochen, Auszeichnungen, Anmerkungen) | Höchstplatzierung, Gesamtwochen, AuszeichnungChartplatzierungen (Jahr, Titel, Album, Platzierungen, Wochen, Auszeichnungen, Anmerkungen) | Anmerkungen                                                |
| Jahr | Titel Album                              | Latin | MX | Anmerkungen                                                |
| --- | ---------------------------------------- | --- | --- | ---------------------------------------------------------- |
| 2020 | Dime Como Quieres Ayayay! (Súper Deluxe) | Latin8 ×7Siebenfachplatin · (20 Wo.)Latin                                                                                                | MX— DiamantMX | Erstveröffentlichung: 20. Oktober 2022 mit Christian Nodal |
| 2021 | Ahi Donde Me Ven Mexicana Enamorada      | Latin29 (6 Wo.)Latin | — | Erstveröffentlichung: 10. Juni 2021                        |
| 2022 | Qué Agonía Pa’ luego es tarde            | Latin17 ×2×6Doppeldiamant + Sechsfachplatin · (20 Wo.)Latin                                                                              | MX— ×2Diamant + DoppelplatinMX | Erstveröffentlichung: 20. Oktober 2022 mit Yuridia         |
| Folgende Lieder erschienen nicht als Single, wurden aber durch das Album zum Download und Streaming bereitgestellt und konnten somit eine Platzierung erlangen: |                                          | | |                                                            |
| |                                          | | |                                                            |
| 2023 | Por El Contrario Esquinas                | Latin17 (20 Wo.)Latin | MX— GoldMX | mit Becky G & Leonardo Aguilar                             |

Weitere Singles
- 2018: Tu Sangre en mi Cuerpo (MX: ×9Neunfachgold )
- 2018: La Llorona (MX: ×9Neunfachgold )
- 2021: En realidad (MX: Platin)
- 2021: Ahí donde me ven (MX: ×3Dreifachgold )
- 2021: Ella qué te dio (MX: Gold)
- 2024: Abrázame (MX: Platin)